# Draveurs de Trois-Rivières
Pour les articles homonymes, voir Draveurs de Trois-Rivières (homonymie).
Les Draveurs de Trois-Rivières sont une équipe junior canadienne de hockey sur glace qui évoluait dans la Ligue de hockey junior majeur du Québec. Ils ont joué au Colisée de Trois-Rivières, à Trois-Rivières, au Québec. L'équipe était à l'origine connue sous le nom de Ducs de Trois-Rivières et était membre fondateur de la LHJMQ en 1969. Ils ont été rebaptisés Draveurs en 1973.

## Histoire

### Statistiques
Les Draveurs ont terminé à la première place dans la LHJMQ en 1977-1978 avec 101 points, et encore en 1978-1979 avec 122 points. Lors de ces deux saisons, ils ont remporté la Coupe du président. Les Draveurs ont également été finalistes de la ligue en 1980-1981, 1981-1982 et 1991-1992, lors de la dernière saison à Trois-Rivières.

### Transferts
L'équipe a déménagé à Sherbrooke, en 1992, où ils ont été rebaptisés Faucons de Sherbrooke.

### Entraîneurs
Liste des entraîneurs de Trois-Rivières. 
- Michel Bergeron
- Dany Dubé
- Alain Vigneault
- André Dupont
- Jean Begin
- Gaston Drapeau

## Logos successifs

Ducs de Trois-Rivières, 1969 à 1973.
Logo original, entre 1973 et 1986.
Logo alternatif de 1973 à 1986.
Logo entre 1986 et 1992.